# Tadif (poddystrykt)
Tadif – jedna z 4 jednostek administracyjnych trzeciego rzędu (nahijja) dystryktu Al-Bab w muhafazie Aleppo w Syrii.
W 2004 roku poddystrykt zamieszkiwało 41 951 osób.